# 五色台送信所
五色台送信所（ごしきだいそうしんじょ）は香川県高松市と坂出市にまたがる五色台にあるFM放送送信所の総称。

## 送信所
五色台には香川県内を見渡せるロケーションの良さから県域FM放送を行なう、NHK高松FM放送とエフエム香川両者の親局送信所およびRNC西日本放送のFM補完中継局が置かれている。かつて、RNC西日本放送テレビの放送エリアが香川県のみであった時には、旧テレビ親局・青峰送信所も置かれていたが、1986年9月に廃止され、現在は同社のFM補完中継局及びFPU基地局として使用されている。
ここではその放送用の鉄塔のみについて記述する。

### 放送区域
香川県の中央に位置し、標高もある程度高いこともあって、放送区域は香川県のほぼ全域に達する。そのため香川県内の県域FM放送の送信所はここのみで、中継局などは無い。またロケーションの良さから、電波は香川県内はもとより瀬戸内海沿岸の広い範囲に到達している。その中でも特に、FM香川の電波到達範囲は、香川県のほぼ全域並びに、淡路島を含む兵庫県南西部、岡山県南部、愛媛県東予地方、徳島県の各瀬戸内海側およそ116万世帯に及ぶ。

### 歴史
- 1958年（昭和33年）7月1日 - RNC西日本放送高松標準テレビジョン放送局（青峰送信所）開局。
- 1960年（昭和35年）8月3日 - RNC西日本放送の出力が映像10kWへ増力。音声は変化なし。
- 1969年（昭和44年）3月1日 - NHK高松放送局FM放送開局。
- 1979年（昭和54年）4月1日 - RNC西日本放送の放送対象地域が、それまでの香川県に加え岡山県へ拡大。
  - もともと無指向性のVHF波であるため、7年後の廃止[1]までこの送信所に変化は無し。
- 1986年（昭和61年）9月17日 - RNC西日本放送、高松本局を金甲山送信所へ移転。これによりRNC青峰送信所は廃止。
- 1988年（昭和63年）4月1日 - エフエム香川開局。
- 2003年（平成15年）5月14日 - 五色台電波塔倒壊未遂事件。
- 2020年（令和2年）2月16日 - RNC西日本放送FM補完中継局開局[2]。

### 施設
全社が単独で鉄塔を建て、他の鉄塔群と同様に香川県道180号鴨川停車場五色台線沿いに位置している。

#### 青峰
五色台の鉄塔群の中でも最も北側に位置し、岡山県側である瀬戸内海側に最も開けた峰である。なお鉄塔がある山頂広場までは県道180号からある程度奥まったところにあり、そこまで自動車通行可能な幅の蛇腹状のアクセス路があるが、現在は封鎖されているため、一般人の立ち入りは出来ない。
またこの峰の東側には四国八十八箇所第82番札所である根香寺がある。

##### NHK-FM
- 所在地：香川県高松市中山町[3]1501-154[要出典]

NHK高松放送局がFM放送を送信しており、青峰山頂広場の西端、RNC旧親局の南西側に位置する。
このFM専用施設はNHK単独で使用していて、空中線形式は双ループアンテナ3段2面である。なお送信面は2面であるが、鉄塔が三角柱のため、北方向以外の全ての方向に電波を出していることになる。FM香川と違い、岡山県方向には電波を出していない。

##### RNC
- 所在地：香川県高松市中山町1501

かつてRNC西日本放送の親局はこの青峰山頂に位置しており、山頂一帯は現在でもRNCの所有である。
標高は450メートル、敷地面積1万坪、そのうち局舎の面積は183坪で、全ての施設はRNC単独で使用していた。またアンテナ高は地上50メートル、空中線形式はスーパーターンスタイルアンテナ6段であった。
五色台自体が瀬戸内海に突き出た山であり、空中線高も海抜500メートルと比較的高いことから、開局時の映像出力5kWの時でさえ、受像半径は70キロメートルにも及んだ。
廃止後に送信用のスーパーターンスタイルアンテナは外されて鉄塔のみが残り、東側に新たに建てられた鉄塔と共に、RNCの業務用鉄塔及びFPU基地局として使われている。
2020年に送信を開始したFM補完中継局は、NHK-FMと同様、岡山県方面には電波を出していないため、県内でも小豆島の北側はエリア外となっている。

#### 大平山

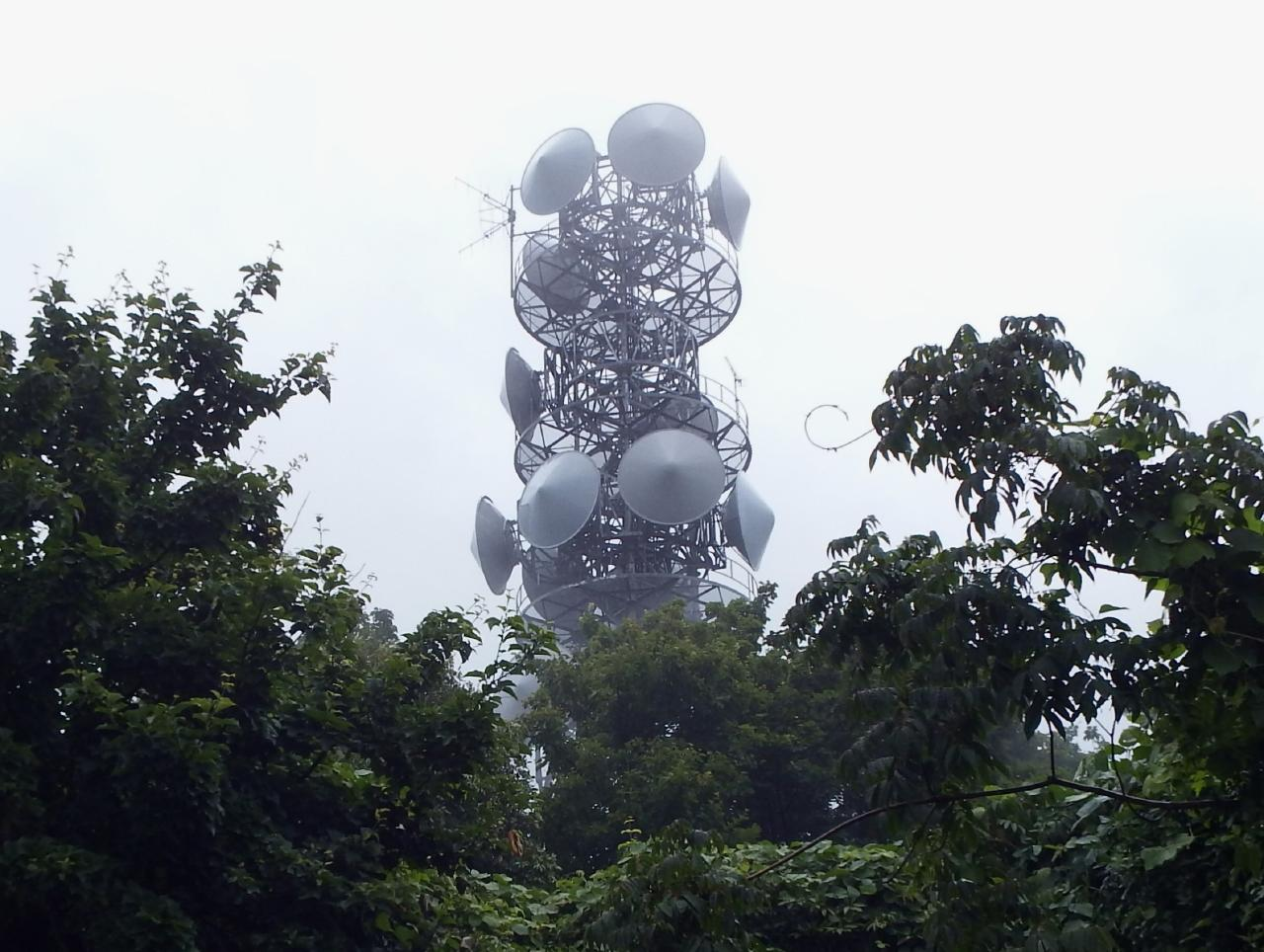
道路から上部だけ見える大平山頂上脇のアンテナ

- 所在地：香川県高松市国分寺町新居字大平3973-1

エフエム香川（愛称：FM香川）の大平山送信所が置かれている。県道180号沿いに位置しているが、周囲が樹木に覆われているため入口から鉄塔は見えず、周辺には他の行政の鉄塔群もあるため鉄塔の発見は困難である。
施設はFM香川単独で使用していて、空中線形式は双ループアンテナ3段2面2段1面である。青峰に位置するNHK-FMの送信所との違いは、北方向すなわち岡山県方向にも2段の双ループアンテナが付いており、同じ出力でも電波の到達範囲はこちらのFM香川のほうが圧倒的に広い。

### 地上アナログテレビジョン放送放送設備（廃止）
| チャンネル                                                            | 放送局名      | コールサイン | 空中線電力         | 放送対象地域   | 放送区域内世帯数 |
| --------------------------------------------------------------------- | ------------- | ------------ | ------------------ | -------------- | ---------------- |
| 9                                                                     | RNC西日本放送 | JOKF-TV      | 映像10kW/音声2.5kW | 岡山県・香川県 | 不明             |
| ※局名は高松本局 ※厳密には廃止ではなく金甲山送信所への移転扱いである。 |               |              |                    |                |                  |

### FMラジオ放送放送設備
| 周波数（MHz）                                                    | 放送局名       | コールサイン | 空中線電力 | 実効輻射電力 | 放送対象地域 | 放送区域内世帯数 | 送信場所       |
| ---------------------------------------------------------------- | -------------- | ------------ | ---------- | ------------ | ------------ | ---------------- | -------------- |
| 78.6                                                             | エフエム香川   | JOYU-FM      | 1kW        | 6kW          | 香川県       | 約33万世帯       | 国分寺町新居   |
| 86.0                                                             | NHK 高松FM     | JOHP-FM      | 1kW        | 7.1kW        | 香川県       | 約27万7000世帯   | 中山町         |
| 90.3                                                             | RNC 西日本放送 | -            | 1kW        | 4.5kW        | 香川県       | 37万8751世帯     | 中山町（青峰） |
| ※全局に指向性あり ※NHK-FMの正式な送信所名は、「NHK青峰FM放送所」 |                |              |            |              |              |                  |                |

### その他の電波塔
放送用以外にも、青峰から大平山にかけての香川県道180号鴨川停車場五色台線沿い一帯には行政や携帯電話会社の鉄塔が林立し、五色台の景観の一部になっている。その鉄塔群は大きく分けて3ヶ所にある程度固まっている。なお以下の配置は北からの順である。
青峰山頂広場
本四高速青峰無線中継所
RNC西日本放送の放送業務用鉄塔2塔
NHK青峰FM放送所
香川県防災行政無線青峰中継局
大平山山頂付近
エフエム香川大平山送信所
四国電力白峰中継所
海上保安庁五色台中継所
NTTドコモ五色台無線中継所
猪尻山付近
大阪航空局高松VOP／TAC
香川県大平山中継局
NTTドコモ白峰無線中継所

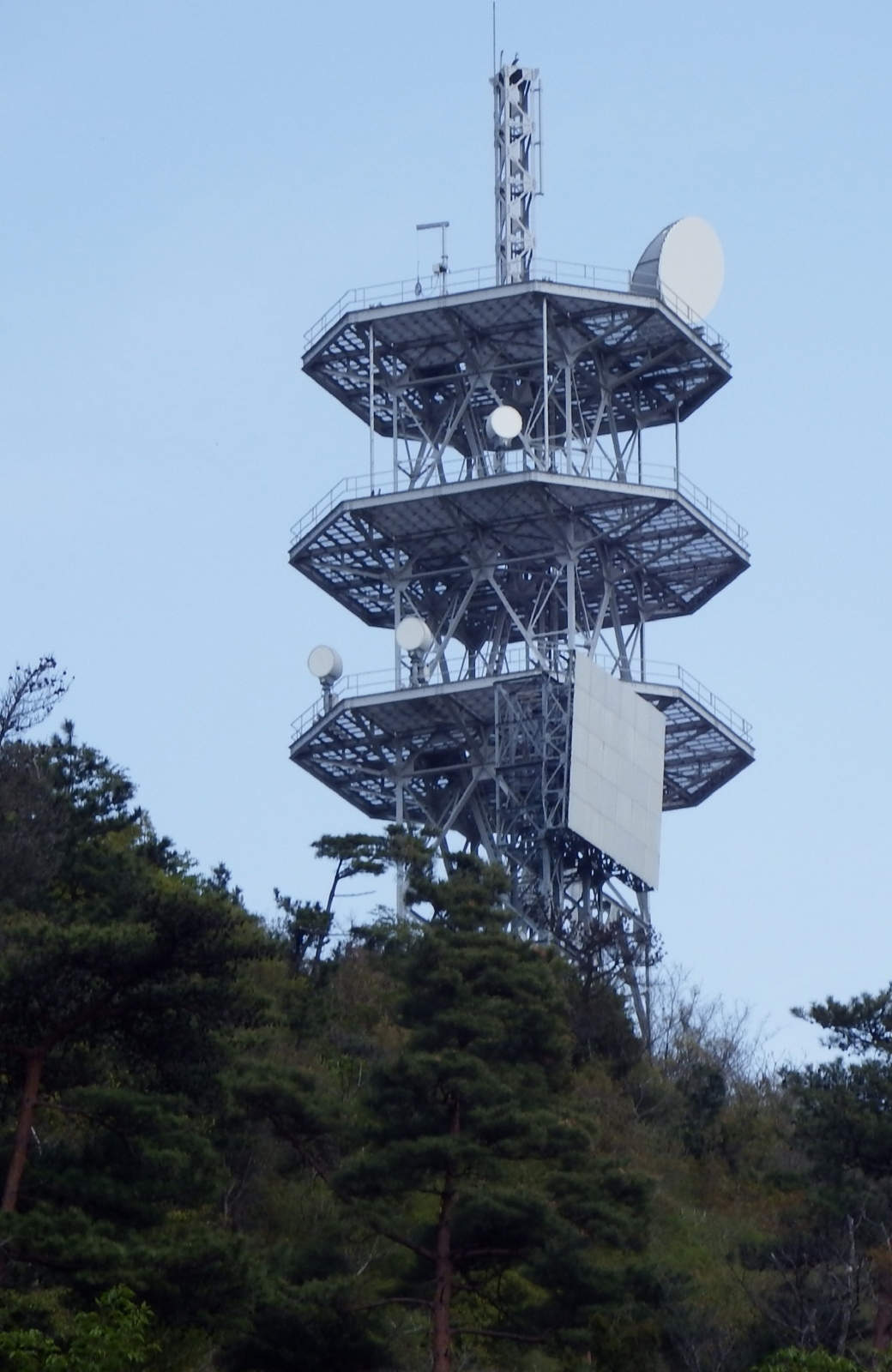
西から1番目で南側
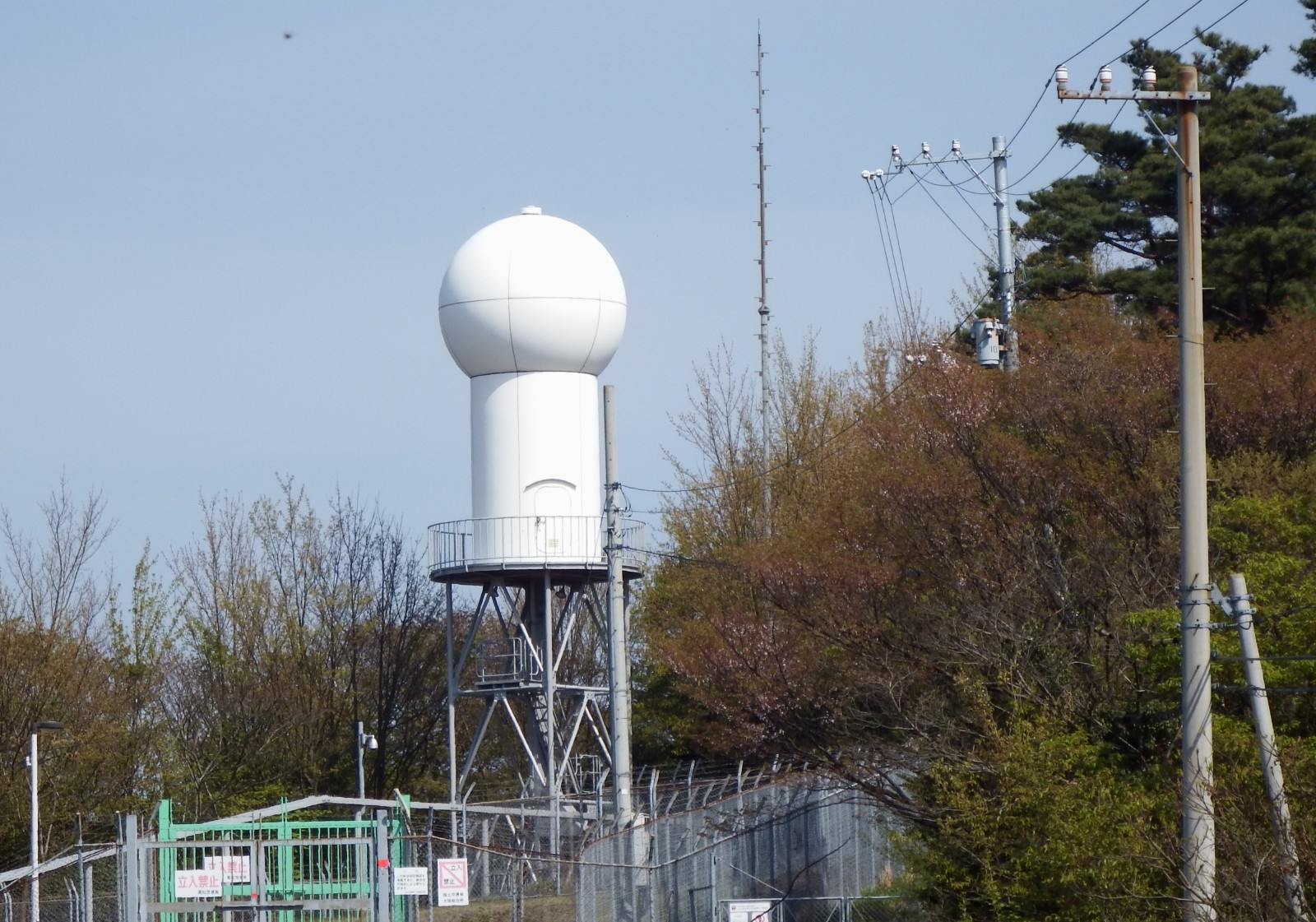
西から2番目で南側
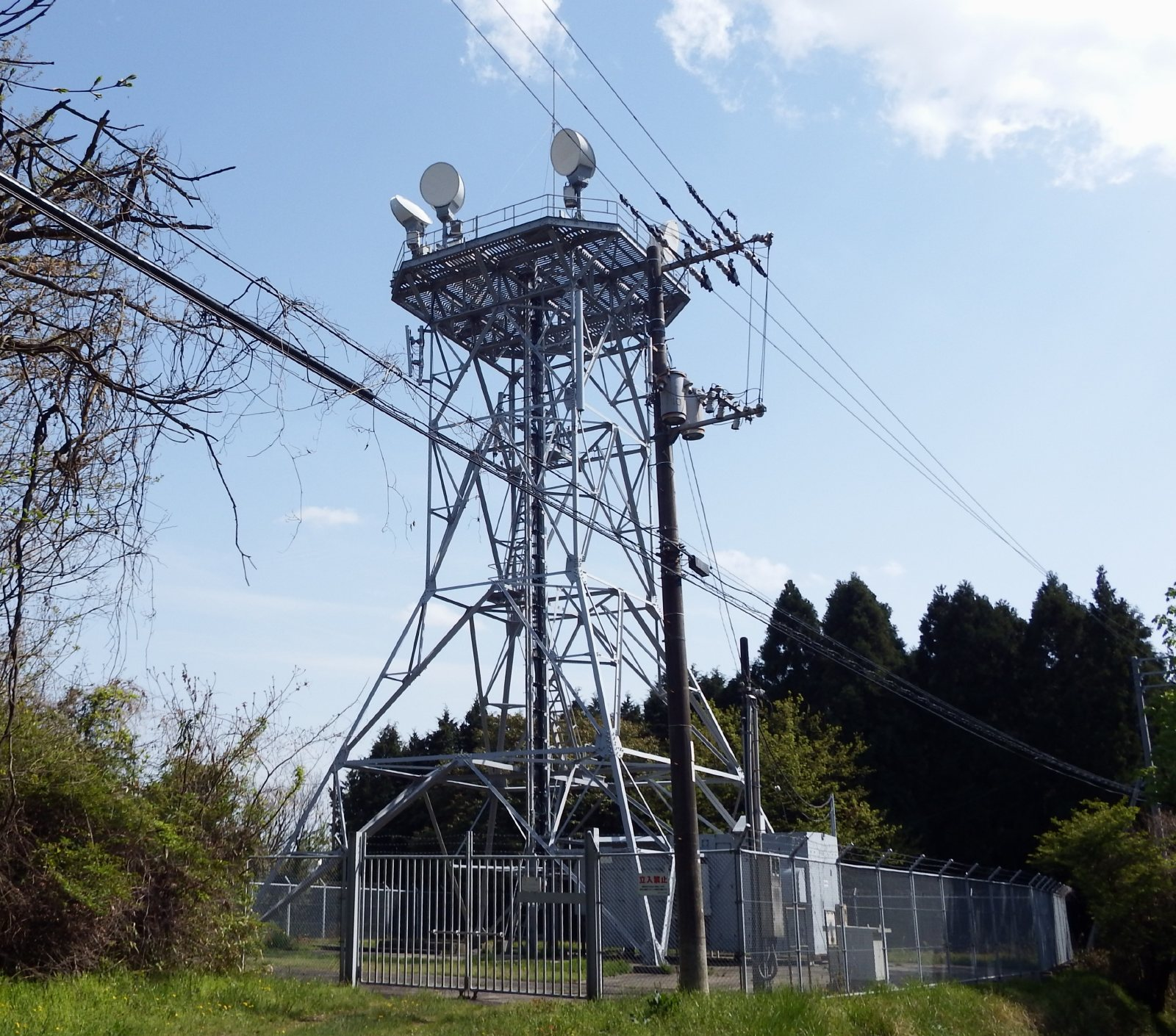
西から3番目で南側
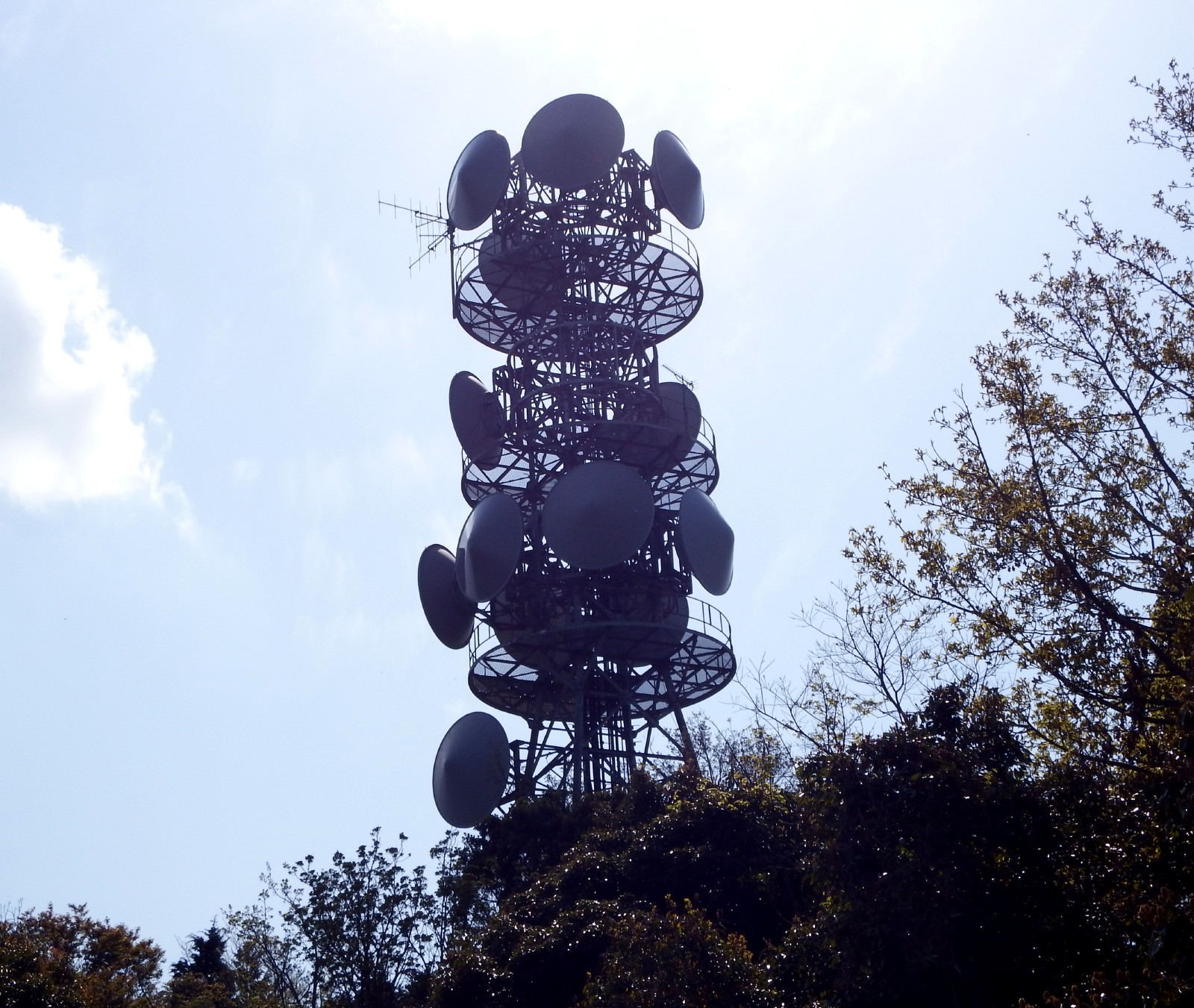
西から4番目で北側
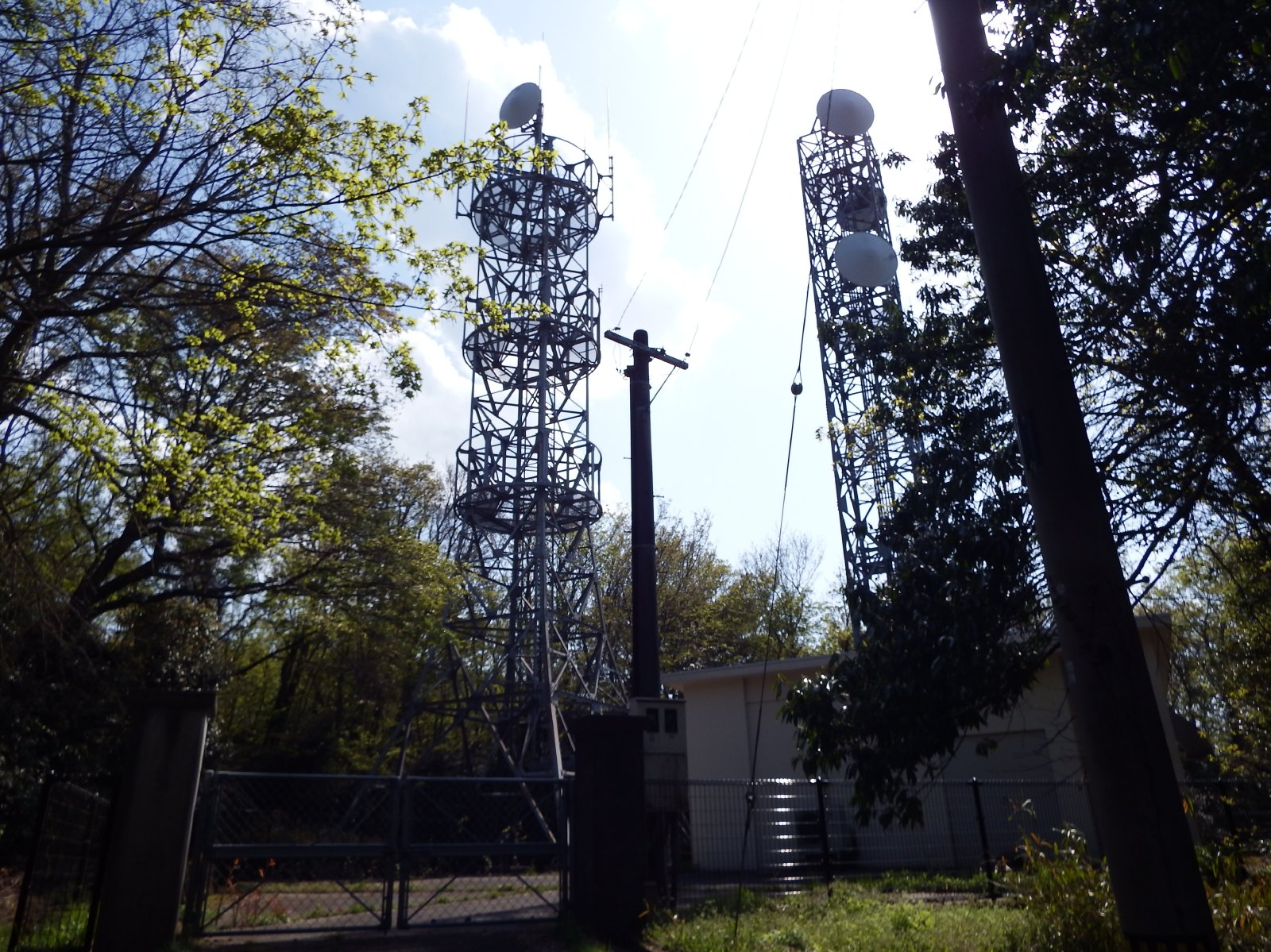
西から5番目で北側
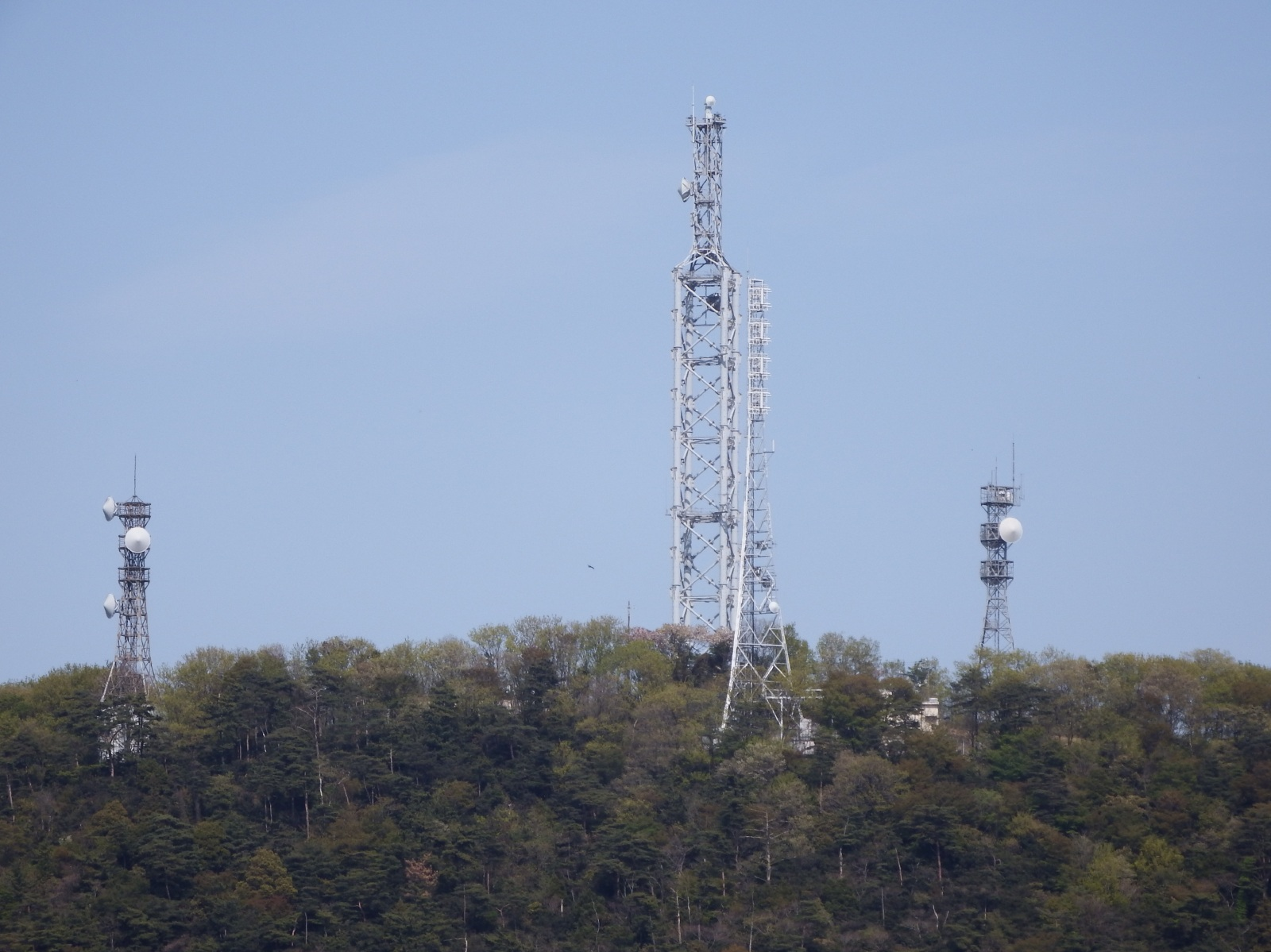
西から6番目で南側
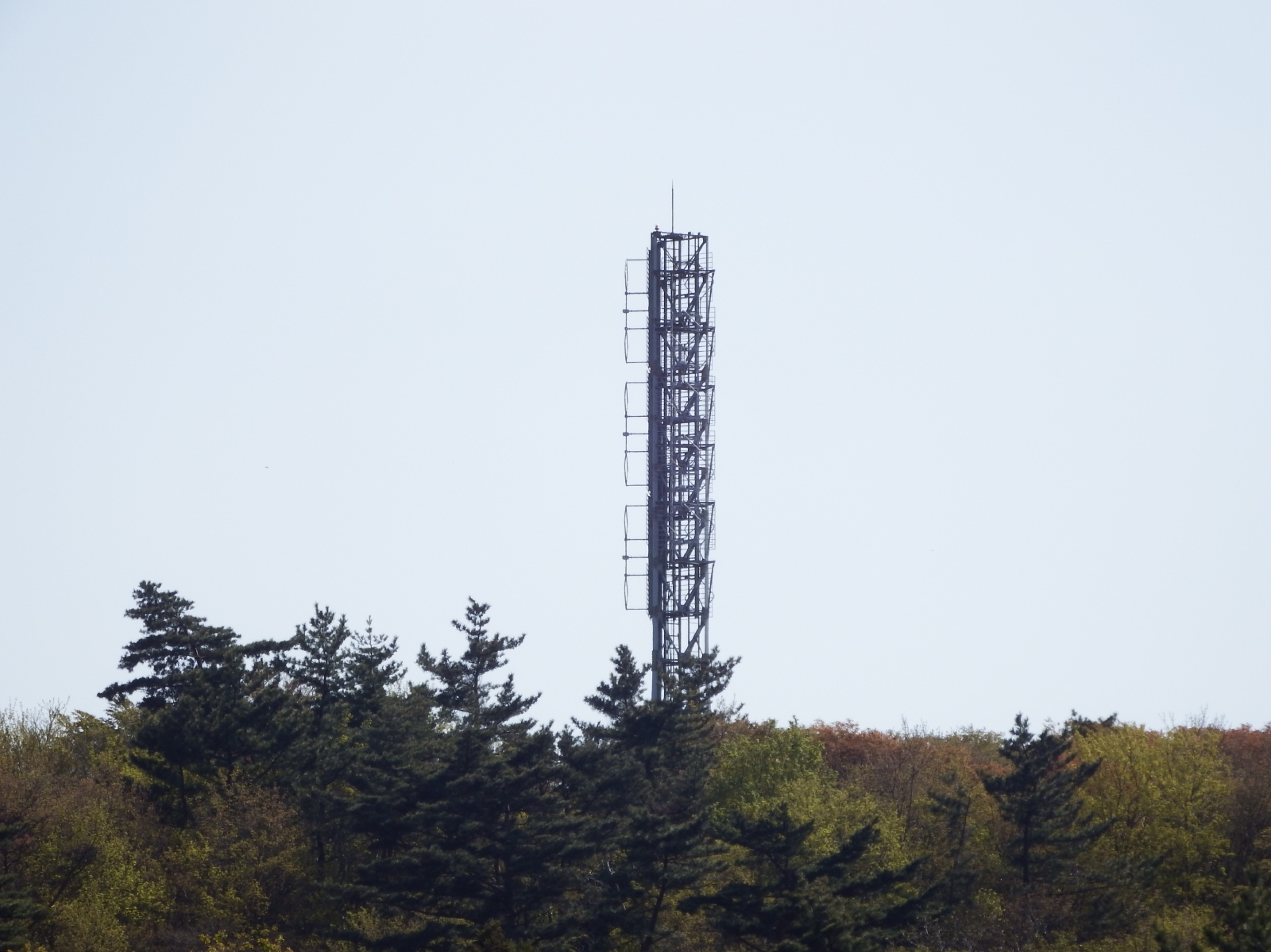
西から7番目で北側